# Wikitravel
Wikitravel este un proiect menit să creeze o serie de ghiduri turistice libere și accesibile pentru toată lumea. Viziunea Wikitravel este similară cu viziunea Wikipedia, cu o diferență în licență: licența Wikitravel permite comercializarea textelor rezultate. Wikitravel este disponibil în 16 limbi: engleză, română, franceză etc.

## Istorie
Wikitravel a fost început în iulie 2003 de către Evan Prodromou și Michele Ann Jenkins. 
Pe data de 1 mai 2007, Wikitravel a primit Premiul Webby pentru cel mai bun website de călătorie.